# Vogtei (Turíngia)
Vogtei é um município da Alemanha, situado no distrito de Unstrut-Hainich, no estado da Turíngia. Tem 49,51 km² de área, e sua população em 2019 foi estimada em 4.353 habitantes.